# Ilha de Los Negros

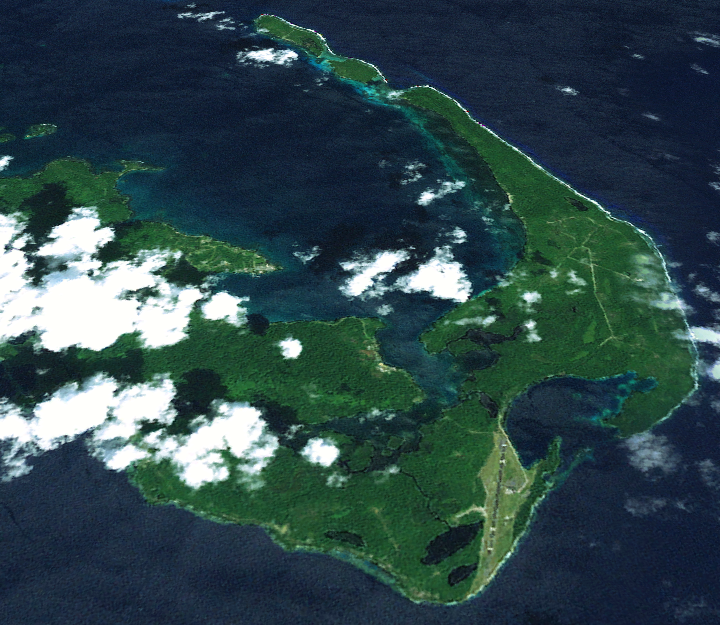
Ilha de Los Negros

A Ilha de Los Negros é a terceira maior das Ilhas do Almirantado, na Papua-Nova Guiné. A ilha é significativa porque contém o principal aeroporto da província de Manus em sua costa oriental, chamado Momote Airport. Está ligada a Lorengau, capital da província na Ilha Manus, através de uma rodovia e ponte sobre a Passagem Lonui, que separa Los Negros da Ilha Manus.

## História
Los Negros era anteriormente uma base japonesa durante a Segunda Guerra Mundial, e foi fortemente bombardeada em 29 de fevereiro de 1944 por forças aliadas, durante a Batalha de Los Negros que foi o estopim para a Campanha das Ilhas do Almirantado.
Após a sua ocupação por forças aliadas, Los Negros foi transformada em uma importante base aérea e marítima durante a primavera e verão de 1944, sendo usada pelas forças aliadas até setembro de 1945. A ocupação aliada na ilha incluiu a criação de uma base naval avançada no Porto Seeadler, uma base de hidroaviões no Lombrum Point, e uma ampliação do aeroporto local para acomodar aviões pesados construídos no Mokerang Plantation, um aeródromo americano na ilha.